# Philippe Chevallier
Philippe Chevallier (26 april 1961) is een Frans voormalig wielrenner. Hij won een etappe in de Ronde van Frankrijk 1983. In de Ronde van Italië 1984 won hij met zijn ploeg Renault-Elf de ploegentijdrit. In 1987 won hij de Ronde van Bern.

## Resultaten in voornaamste wedstrijden
| Jaar | Ronde van Italië | Ronde van Frankrijk | Ronde van Spanje |
| ---- | ---------------- | ------------------- | ---------------- |
| 1983 |                  | 47e (1)             |                  |
| 1984 | 108e (1)         |                     |                  |
| 1985 |                  | 57e                 |                  |
| 1986 |                  |                     |                  |
| 1987 | 55e              |                     |                  |

| Jaar | Luik-Bast.‑Luik | Bretagne Classic |
| ---- | --------------- | ---------------- |
| 1983 |                 |                  |
| 1984 |                 |                  |
| 1985 | 75e             |                  |
| 1986 |                 | 7e               |
| 1987 |                 |                  |